# Свепсонвілл (Північна Кароліна)
Свепсонвілл (англ. Swepsonville) — місто (англ. town) в США, в окрузі Аламанс штату Північна Кароліна. Населення — 2445 осіб (2020).

## Географія
Свепсонвілл розташований за координатами 36°1′53″ пн. ш. 79°21′12″ зх. д. / 36.03139° пн. ш. 79.35333° зх. д. (36.031339, -79.353462).  За даними Бюро перепису населення США в 2010 році місто мало площу 3,85 км², з яких 3,64 км² — суходіл та 0,21 км² — водойми.

## Демографія
Згідно з переписом 2010 року, у місті мешкали 1154 особи в 469 домогосподарствах у складі 342 родин. Густота населення становила 300 осіб/км².  Було 531 помешкання (138/км²).
Расовий склад населення:
| - 90,8 % — білих - 4,8 % — чорних або афроамериканців - 0,8 % — азіатів - 0,1 % — корінних американців |

До двох чи більше рас належало 2,7 %. Частка іспаномовних становила 4,4 % від усіх жителів.
За віковим діапазоном населення розподілялося таким чином: 21,1 % — особи молодші 18 років, 62,8 % — особи у віці 18—64 років, 16,1 % — особи у віці 65 років та старші. Медіана віку мешканця становила 43,2 року. На 100 осіб жіночої статі у місті припадало 94,9 чоловіків;  на 100 жінок у віці від 18 років та старших — 90,4 чоловіків також старших 18 років.
Середній дохід на одне домашнє господарство  становив 74 584 долари США (медіана — 68 350), а середній дохід на одну сім'ю — 87 059 доларів (медіана — 74 531). Медіана доходів становила 50 556 доларів для чоловіків та 40 227 доларів для жінок. За межею бідності перебувало 5,2 % осіб, у тому числі 6,4 % дітей у віці до 18 років та 3,2 % осіб у віці 65 років та старших.
Цивільне працевлаштоване населення становило 630 осіб. Основні галузі зайнятості: освіта, охорона здоров'я та соціальна допомога — 32,9 %, роздрібна торгівля — 11,9 %, науковці, спеціалісти, менеджери — 9,4 %, будівництво — 8,4 %.